# كوميديا الأخلاط
تشير الكوميدية الهزلية (أو الساخرة) إلى نوع من الدراما الكوميدية والتي تركز على شخصية مسرحية أو مجموعة من الشخصيات المسرحية والتي تكون لكل منها سمة أو ساخرة تسيطر على شخصياتهم وسلوكهم. ويمكن الإطلاع على هذا الأسلوب الهزلي في كتابات أريستوفان، ولكن في نهاية القرن السادس عشر قام الكاتبان المسرحيان الإنجليزيان بن جونسون وجورج تشابمان بجعل هذا النوع الأدبي أكثر شعبية. وقد تم دمجه مع كوميديا الأخلاق في كوميديا الاستعادة في النصف الأخير من القرن السابع عشر.

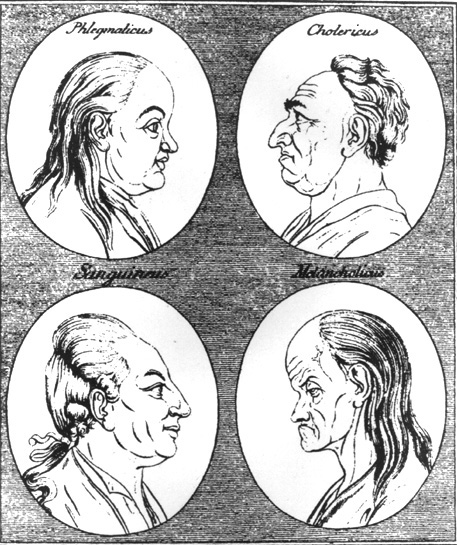
يظهر في الصورة الهزلية أو الساخرة(باتجاه عقارب الساعة من أعلى اليمين سريع الغضب، المتشائم أو ذو النظرة السوداوية، المتفائل، اللا مبالي).

يقوم في مسرحية جونسون "كل رجل في مزاجه" [الإنجليزية] (ممثلة عام 1598)، والتي جعلت هذا النوع من المسرحية مشهور وشائع، بسيطرة الشك المفرطة على جميع أقوال وأفعال وذلك بأن زوجته تخونه، وجورج داونرايت، والذي يكون محامي البلدة يجب أن يكون «صريحاً» قبل كل شيء، فهو يُحَدَد كل قرار ساذج تتخذه المدينة وذلك عن طريق رغبته بإتباع وتقمُص أخلاق المدينة من النبل والشجاعة.
يقوم جونسون في المشهد الاستهلالي لمسرحيته "كل رجل خارج مزاجه" [الإنجليزية] (1599) بشرح تركيبة شخصيته المسرحية كالتالي:
خاصية واحدة غريبة 
تمتلك الإنسان بقوة وبذلك تجذب، 
جميع عواطفه، ونشاطه، وقوته،
بجميع اختلافاتها لتتجه في طريق واحد.
تمتلك الكوميديا الهزلية بعض من سمات الكوميديا العامية السابقة ولكن تميل بشكل أكبر إلى محاكاة كوميديا بلاوتس وترنتيوس الكلاسيكية أو التقليدية وكذلك تميل إلى مقاومة رواج الكوميديا الرومانسية والتي قام بإنشائها ويليام شكسبير. ويقود الهدف الهجائي للكوميديا الهزلية وطريقتها الواقعية إلى دراسة شخصية تكون أكثر جدية في مسرحية جونسون «الخيميائي». وفيها تم ربط كل شخصية فكاهية بخصائص جسدية وعقلية وكانت النتيجة إيجاد نظام دقيق في استيعابه لوصف أنواع الشخصيات.